# Metamorpher Kernkomplex

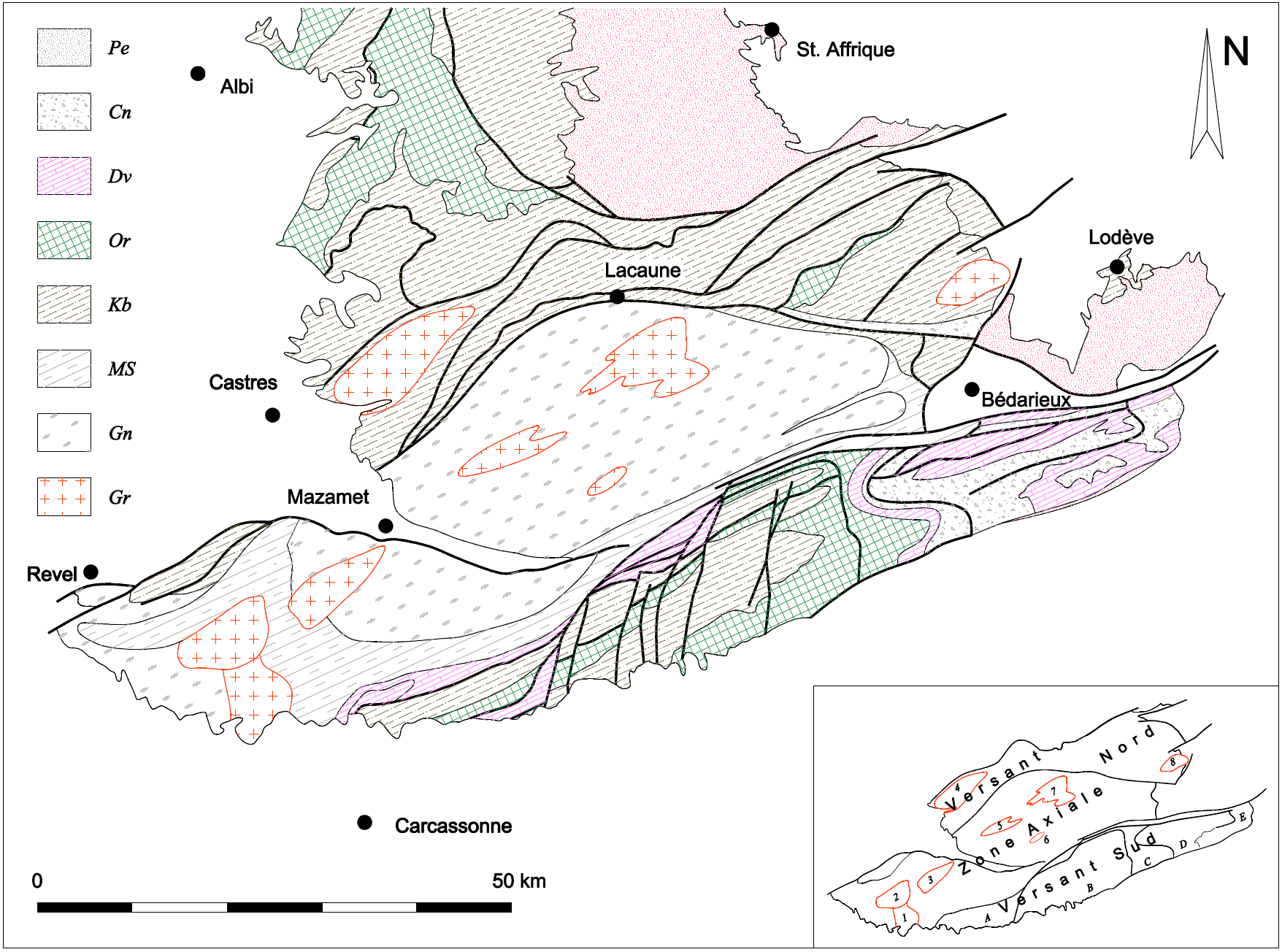
Gneise und Granite der Zone axiale der Montagne Noire: ein metamorpher Kernkomplex

Als Metamorpher Kernkomplex (englisch metamorphic core complex, MCC) wird in der Geologie ein Geländeabschnitt bezeichnet, in dem ursprünglich tief in der Erdkruste gelegene, hoch metamorphe Gesteine inmitten von deutlich geringer oder nicht metamorphen Gesteinen zu Tage treten. Das Auftauchen dieser Bereiche beruht auf Dehnungstektonik und erfolgt weitestgehend ohne Magmenbildung.
Der Prozess, durch den mittlere und tiefere kontinentale Erdkruste an die Erdoberfläche gelangt, geht verhältnismäßig rasch vonstatten. Während des Dehnungsvorgangs entstehen flachliegende Abscherungen, die als mylonitische Scherzonen ausgebildet sind. Unterhalb dieser Abscherhorizonte liegen hochgradige Metamorphite aus der Eklogit-, Granulit- oder Amphibolit-Fazies, die duktil verformt wurden. Die Gesteine im Hangenden wurden während dieser Bewegungsvorgänge (synkinematisch) zu grünschieferfaziellen bzw. amphibolitfaziellen Metamorphiten umgewandelt, ihr Verformungsverhalten war duktil-spröde bis spröde.

## Beschreibungen/Definitionen
Coney (1980) definiert metamorphe Kernkomplexe folgendermaßen:

„Der metamorphe Kernkomplex ist generell gekennzeichnet als ein heterogenes Grundgebirgsterran, das sich aus älteren metamorphen und plutonischen Gesteinen zusammensetzt und von einer jüngeren mylonitschen bzw. gneisartigen Textur mit flachliegender Lineation und Foliation überprägt wird. Das überdeckende Terran im Hangenden liegt im unmetamorphosierten Zustand vor und wird von einem System zahlloser relativ flachliegender Verwerfungen, deren jüngere Verwerfungsäste an den Älteren auslaufen, zerstückelt und folglich gedehnt. Zwischen dem Grundgebirgs- und dem Deckterran liegt ein Abscherhorizont und/oder ein steiler Anstieg im Metamorphosegrad. Einhergehende Brekziierung und andere kinematische wie strukturelle Indizien deuten auf gleitende oder abscherende Bewegungen hin.“

Der Abscherhorizont wird im Französischen als décollement und im Englischen als detachment bezeichnet.
Lister und Davis (1989) geben folgende Definition:

„Die Bildung metamorpher Kernkomplexe resultiert aus der großangelegten Dehnung der kontinentalen Kruste. Die Mittel- und Unterkruste wird förmlich unterhalb der aufreißenden und sich dehnenden Oberkruste weggezogen. Die hierfür benötigten Bewegungshorizonte unterliegen einer räumlichen als auch einer zeitlichen Entwicklung. Die sich im Liegenden verformenden Gesteine erfahren eine allmähliche Aufwärtsbewegung, die sie durch unterschiedliche metamorphe und strukturelle Faziesbereiche passieren lässt und ihnen folglich eine charakteristische Abfolge an Meso- und Mikrostrukturen aufprägt.“

## Vorkommen
Das Konzept des metamorphen Kernkomplexes wurde zum ersten Mal in den Kordilleren des westlichen Nordamerika entwickelt, die zahlreiche Beispiele beherbergt:
- In Kanada (British Columbia): Shuswap Highland
- In den Vereinigten Staaten
  - Arizona: Buckskin Mountains-Rawhide Mountains, Pinaleno Mountains, Santa Catalina Mountains-Rincon Mountains und South Mountains
  - Idaho: Albion Mountains und Pioneer Mountains
  - Kalifornien: Whipple Mountains
  - Montana: Anaconda Range und Bitterroot Mountains
  - Nevada: Ruby Mountains und Snake Range (Südteil)
  - Washington: Okanagan Highland

Die Vorkommen in der nördlichen Kordillere stammen aus dem Eozän, wohingegen die im weiter südwärts gelegenen (z. B. in Arizona) jüngeren Datums sind.
Metamorphe Kernkomplexe sind aber nicht nur auf Nordamerika beschränkt, sie treten auch in Anatolien, im Iran, in Tibet oder in Neuseeland auf. Der geologisch jüngste metamorphe Kernkomplex liegt im östlichen Neuguinea (D’Entrecasteaux-Inseln).
Weitere Vorkommen von metamorphen Kernkomplexen finden sich ebenfalls in:
- Österreich: Rechnitz-Fenster, Steiermark / Burgenland[3]
- China: zahlreiche Kernkomplexe in der Yinshan-Yanshan-Taihan-Gebirgskette (Hohhot, Yunmen, Fangshan, Dushan, Malanyu, Fuping und Zanfang)[4]
- Deutschland: Sächsisches Granulitmassiv nördlich von Chemnitz[5]
- Frankreich: Montagne Noire[6]
- Griechenland: Naxos, Paros, Evia, Andros, Tinos, Mykonos, Ikaria, Ios, Thassos, südliche Rhodopen, Olymp, Kreta[7] und Serifos[8]
- Italien: Monticiano-Roccastrada in der Toskana[9] und Halbinsel von Calamita auf Elba[10]
- Kuba: Escambray-Massiv[11]
- Namibia: Sinclairkomplex bei Lüderitz[12]
- Norwegen: Westliche Gneisregion[13]

Metamorphe Kernkomplexe wurden selbst im ozeanischen Bereich ausfindig gemacht, zuerst im Atlantik. Seitdem wurde eine weitere Anzahl dieser Strukturen in der ozeanischen Lithosphäre entdeckt, zumeist an Mittelozeanischen Rücken mit intermediärer, langsamer und ultralangsamer Spreizgeschwindigkeit, aber auch in Backarc-Becken, so beispielsweise am Mittelatlantischen Rücken und am Südwestindischen Rücken. Einige dieser ozeanischen metamorphen Kernkomplexe wurden erbohrt und beprobt. Die Arbeiten zeigen, dass sie im Liegenden primär aus mafischen und ultramafischen Gesteinen (Gabbro und Peridotit, aber auch Dolerit) aufgebaut sind. Der Abscherhorizont ist relativ dünn und besteht aus wasserhaltigen Phyllosilikaten. Ozeanische metamorphe Kernkomplexe stehen oft mit aktiven Hydrothermalfeldern in Verbindung.

## Extraterrestrische Vorkommen
Eine Struktur im Zentrum der Artemis Corona auf der Venus wurde von Spencer (2001) als ein metamorpher Kernkomplex interpretiert. Es könnte sich hier durchaus um den größten metamorphen Kernkomplex im Sonnensystem handeln.